# Paul van Ostaijen
Leopold Andreas (Paul) van Ostaijen (Antwerpen, 22 februari 1896 – Miavoye-Anthée, 18 maart 1928) was een modernistisch Vlaams dichter en prozaschrijver. Bij het grote publiek is hij vooral bekend om gedichten als Huldegedicht aan Singer, Rijke Armoede van de Trekharmonica, Alpejagerslied, Boem Paukeslag, Avondgeluiden, Melopee en Marc groet 's morgens de dingen. Op het einde van de Eerste Wereldoorlog is hij naar Duitsland gevlucht.

## Biografie

### Jeugdjaren
Paul van Ostaijen was het zevende en jongste kind van een Nederlandse vader, afkomstig uit Steenbergen, en een Belgische moeder, afkomstig uit Rekem (Limburg). Bij zijn geboorte kreeg hij de Nederlandse nationaliteit. Op zijn tweeëntwintigste verkreeg hij ook de Belgische nationaliteit.
Op de middelbare school in Antwerpen stond Van Ostaijen bekend als een enfant terrible. Na van het Antwerpse Onze-Lieve-Vrouwecollege te zijn gestuurd wegens het bezitten en verspreiden van 'verboden literatuur' ging hij naar het Koninklijk Atheneum. Daar sloot hij zich aan bij de Vlaamsche Bond, een groepering van Vlaamsgezinde atheneumleerlingen. In juli 1913 werd hij ook daar van school gestuurd waarna hij een paar maanden later aan de slag ging als klerk op het stadhuis van Antwerpen.
De familie Van Ostaijen vestigde zich in maart 1913 in een landhuis aan de Vaartweg 43 (thans Lintsesteenweg 95, "Villa Jeanne") in het toen nog landelijke Hove. Vader Van Ostaijen had zijn loodgietersbedrijf verkocht en rentenierde er. Paul van Ostaijen raakte in deze periode bevriend met Paul Joostens, Floris en Oscar Jespers en met de componist Jef Van Hoof, die toen in het naburige Edegem woonde. Vanaf 1916 vormden zij samen het artistieke genootschap 'Bond Zonder Verzegeld Papier' met hun eigen uitgeverij 'Het Sienjaal'. In het landhuis schreef Van Ostaijen zijn eerste gedichten, die later werden opgenomen in zijn eerste dichtbundel zoals Avondlast, Ik heb mijn venster en Stemming. Waarschijnlijk schreef hij in Hove ook het overbekende kinderversje Marc groet ’s morgens de dingen, geïnspireerd door het toen tweejarige zoontje van Floris Jespers. Deze laatste maakte meerdere portretten van hem, waarvan er één pas in 2017 werd ontdekt.

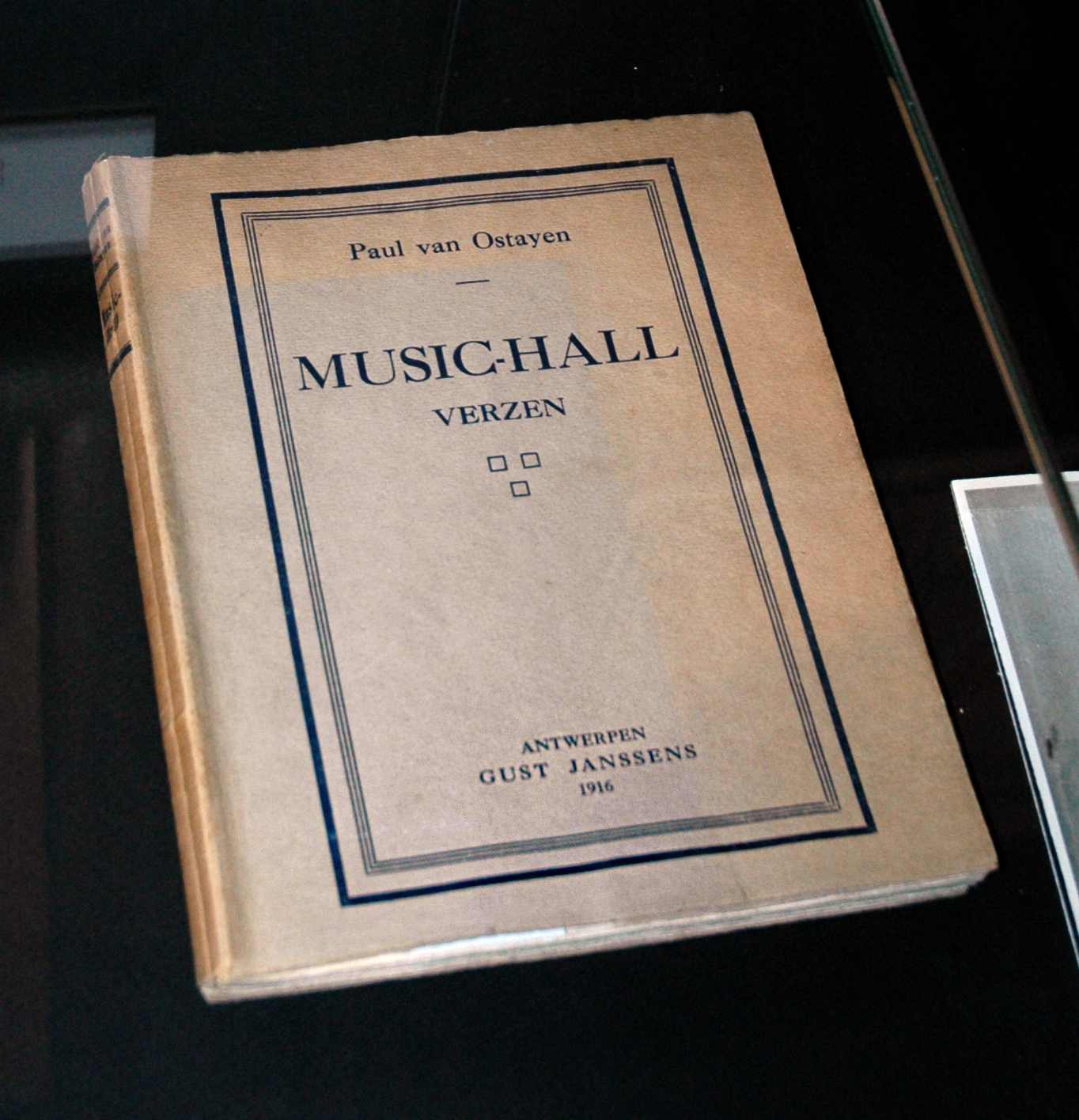
Music-Hall verscheen in 1916.

Op 4 augustus 1914 begon de Eerste Wereldoorlog en op 4 oktober behoorden Paul van Ostaijen en zijn oudere broer Constant tot de laatste groep burgers die van Hove naar Antwerpen vluchtten. Na nog een kort verblijf bij een oom in Steenbergen keerde het gezin Van Ostaijen eind oktober 1914 terug naar Antwerpen. Van dan af begon Van Ostaijen het Antwerpse nachtleven te verkennen waar hij een bekendheid werd onder kunstenaars, intellectuelen en bohémiens. Maurice Gilliams beschreef hem als 'de dandy, de lord in het machtig grauwe Antwerpen'. Volgens zijn vriend Gaston Burssens kleedde Van Ostaijen zich na het zien van een Engelse film zodanig, dat hij enige tijd ook wel 'Meneer 1830' werd genoemd. De vriendenkring was goed op de hoogte van de Avant-garde-beweging, van Ostaijen correspondeerde met de futurist Filippo Marinetti en de Duitse expressionist Herwarth Walden.
Van Ostaijen was een links-progressieve flamingant die tijdens de Eerste Wereldoorlog anoniem schreef voor de activistische Antwerpsche Courant. Hij werd daarvoor op 17 november 1920 veroordeeld tot een gevangenisstraf van acht maanden en een geldboete van vijfhonderd frank. In januari 1918 was hij ook al veroordeeld tot drie maanden gevangenisstraf en een geldboete wegens smaad aan kardinaal Mercier. Tijdens een betoging had Van Ostaijen samen met vijf anderen de franskiljonse kardinaal Mercier uitgefloten toen die in Antwerpen deelnam aan een grote processie. Door toedoen van het Duitse bestuur hoefde hij toen niet de cel in.

### Berlijnse ballingschap

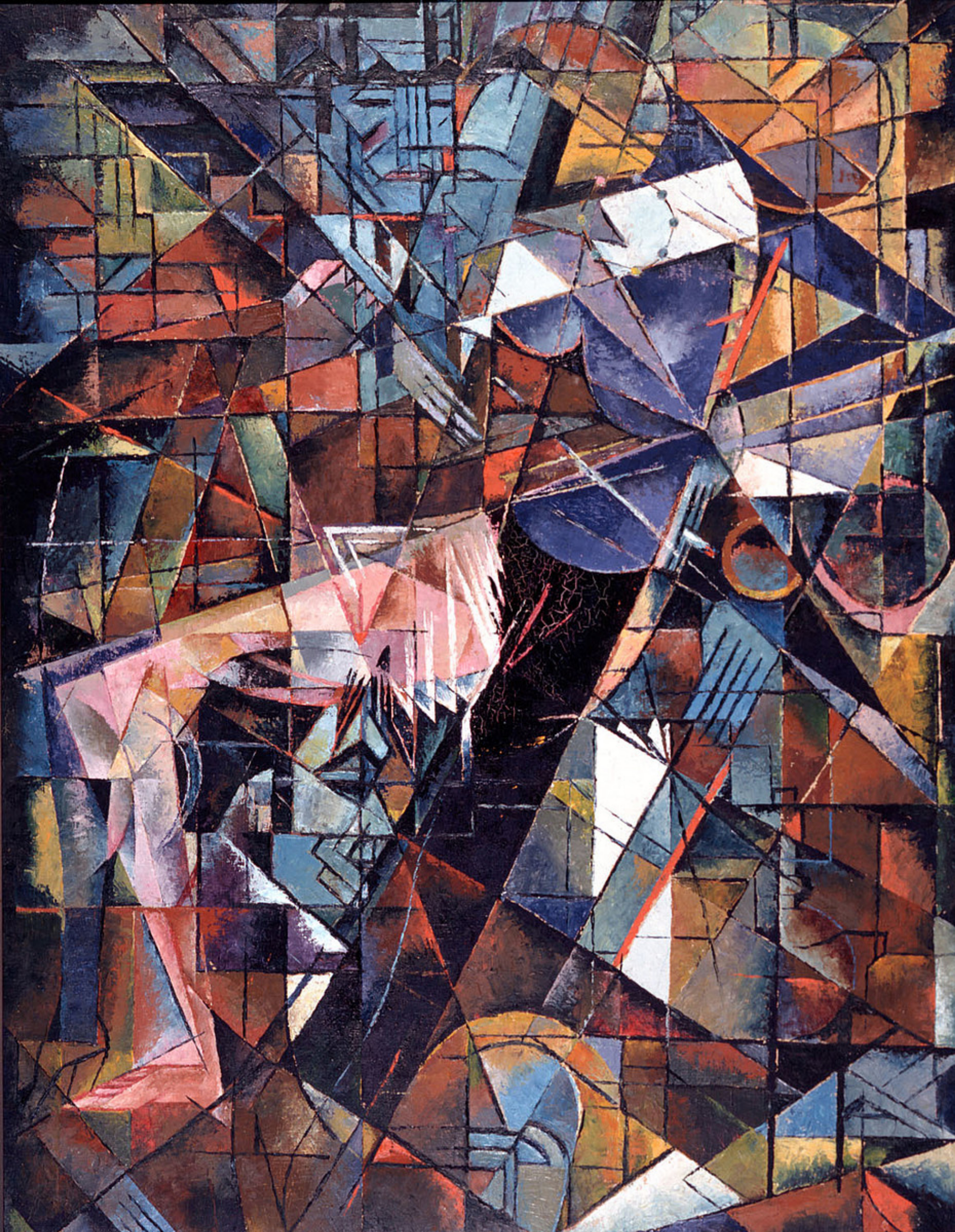
Fritz Stuckenberg: Das Liebespaar (Paul en Emmeke van Ostaijen, 1919)

Om vervolging te voorkomen vluchtte Van Ostaijen vlak voor het einde van de Eerste Wereldoorlog samen met zijn vriendin Emma Clément naar Berlijn. Zwaar ontgoocheld door het mislukken van de communistische Spartacusopstand en gefrustreerd door de armoedige, grimmige levensomstandigheden verzeilde hij er in een diepe geestelijke crisis. Hij raakte steeds meer verscheurd tussen 'innerlikheid' en 'uiterlikheid' (in zijn spelling), tussen zijn donkere gedachten en sombere mensbeeld enerzijds en de empirische (zintuiglijke) werkelijkheid anderzijds. In zijn dichtbundel De feesten van angst en pijn, geschreven van 1918 tot 1921, trachtte hij deze innerlijke tweestrijd te verzoenen door te streven naar een 'unio mystica', een metafysische extase.
In Berlijn kwam hij in contact met literatoren (Walter Mehring, Herwarth Walden) en kunstenaars uit de kringen van Die Aktion en Der Sturm die het kubisme, dadaïsme of expressionisme aanhingen. Zo raakte hij bevriend met Fritz Stuckenberg, Heinrich Campendonk en Georg Muche. Onder invloed van de filosoof Salomo Friedländer (pseudoniem Mynona) begon hij ook proza te schrijven en raakte hij in de ban van het genre van de groteske. Tijdens zijn Berlijnse ballingschap schreef hij onder andere het bekende Huldegedicht aan Singer en een In Memoriam voor de overleden Vlaamse martelaar Herman Van den Reeck.
Zijn filmscenario De bankroet jazz is "waarschijnlijk het eerste filmscenario dat in de Nederlandse taal is overgeleverd en tegelijkertijd het eerste volwaardig dadaïstische filmscenario ter wereld." Het is rond 1921 geschreven maar werd pas in 1996 voor het eerst uitgegeven. In 2008 werd het door regisseur Leo van Maaren bewerkt tot een korte speelfilm.

### Tuberculose
Na zijn terugkeer uit ballingschap naar België in mei 1921 kreeg Van Ostaijen 'bestuurlijke amnestie' waardoor zijn gevangenisstraf werd opgeheven. Na het vervullen van zijn dienstplicht in het Duitse Krefeld in 1922 werkte hij even in een drukkerij en publiceerde hij in enkele tijdschriften. In 1925 opende hij aan de Naamsestraat 70 in Brussel kunstgalerie 'À la vierge poupine' die al na een jaar werd opgedoekt. Zijn laatste levensjaren leed hij aan tuberculose. Tijdens zijn verblijf in het privésanatorium Le Vallon in het dorpje Miavoye-Anthée nabij Dinant werkte hij samen met Edgar du Perron en Gaston Burssens nog aan het tijdschrift Avontuur. Van Ostaijen overleed vereenzaamd op 18 maart 1928, amper 32 jaar oud, aan de gevolgen van zijn ziekte. Hij werd aanvankelijk in Miavoye-Anthée begraven, maar werd na aandringen van Burssens herbegraven op het Antwerpse Schoonselhof. Op 8 november 1952 kreeg hij er zijn definitieve rustplaats op het erepark.
In zijn laatste levensjaren propageerde Van Ostaijen de 'zuivere lyriek': pure klankpoëzie zonder bijbedoelingen. Het gedicht moest 'geontindividualiseerd' zijn, autonoom, los van de werkelijkheid en de gevoelens van de dichter. Zijn laatste gedichten werden postuum uitgegeven onder de titel Nagelaten gedichten.

## Werk

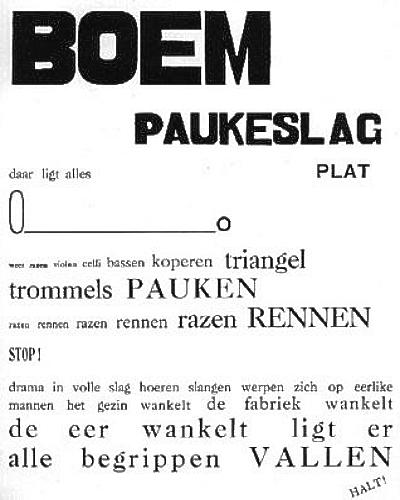
Boem paukeslag verscheen in de dichtbundel Bezette stad en is een van de bekendste gedichten van Van Ostaijen.

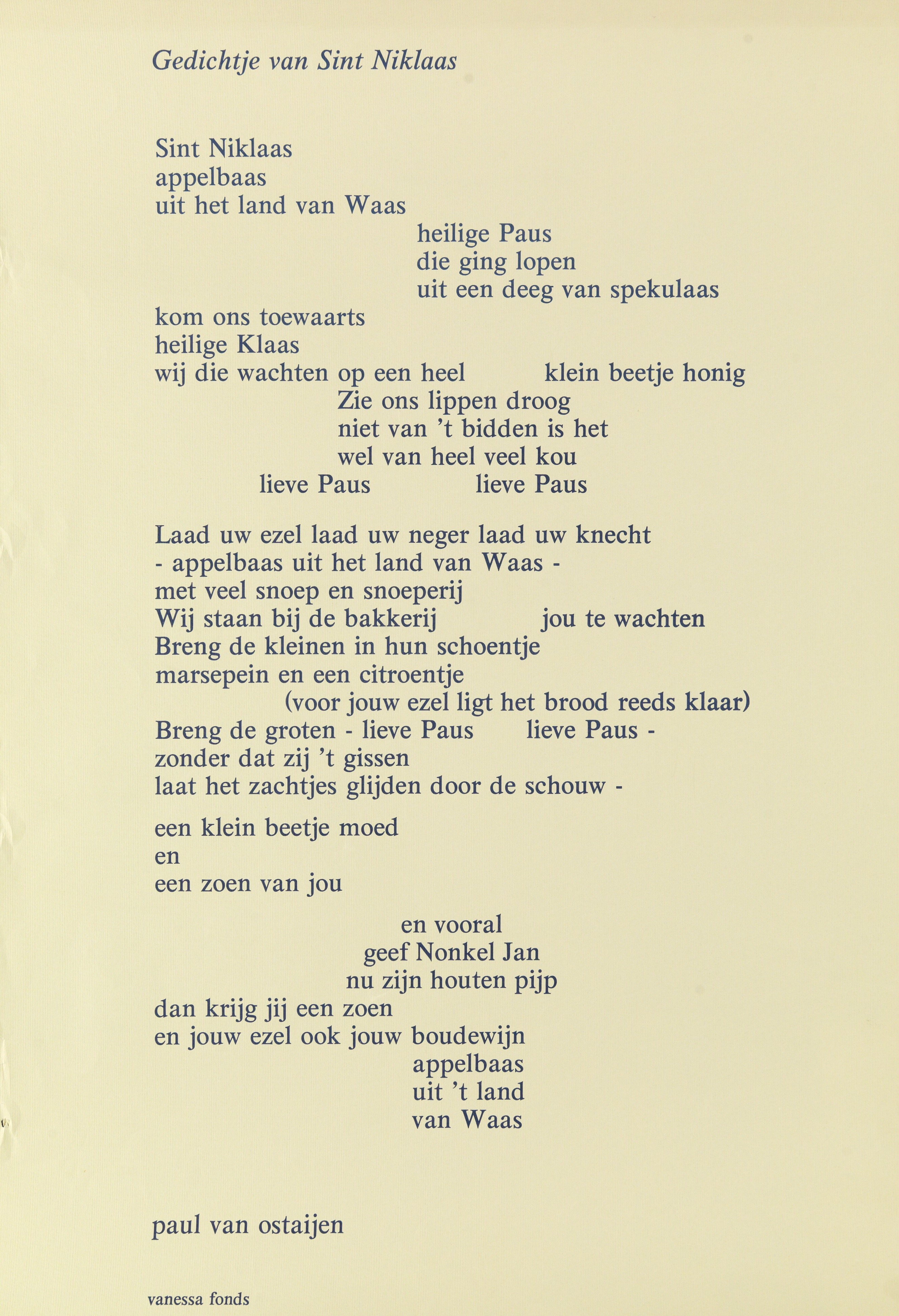
Poster met het gedicht "Gedichtje van Sint Niklaas". Geschreven door Paul van Ostaijen.

### Dichtbundels
- Music-Hall (1916) met tekeningen van Jos Leonard
- Het Sienjaal (1918) (humanitair expressionisme) met een linoleumsnede van Floris Jespers op de omslag.
- Bezette Stad (1921) (typografisch expressionisme) met o.a. het populaire gedicht 'Boem Paukeslag'
- De feesten van angst en pijn (geschreven 1921, postuum gepubliceerd; eerste zelfstandige publicatie 2006) (kalligrafisch expressionisme)
- Het eerste boek van Schmoll (1928) ('poésie pure') (nooit uitgegeven)
- Nagelaten gedichten (1928) (organisch expressionisme) met o.a. Melopee

### Andere publicaties
- De bankroet jazz (geschreven rond 1921, postuum 2009 gepubliceerd, filmscenario)
- De trust der vaderlandsliefde (1925, grotesken)
- Gebruiksaanwijzing der lyriek (poëticale lezing, 1926)
- Het bordeel van Ika Loch (1926, grotesken) geïllustreerd met een frontispice van René Magritte.
- Vogelvrij (1928, grotesken)
- De bende van de stronk. Een romanties verhaal van roof en liefde. Met een frontispies door Floris Jespers (1932, grotesken). Wilrijk/Scheveningen: Uitg. Avontuur
- Gedichtje van Sint Niklaas (gedicht)

### Citaten
«Poëzie = woordkunst. Poëzie is niet: gedachte, geest, fraaie zinnen, is noch doctoraal, noch dada. Zij is eenvoudig een in het metafysiese geankerd spel met woorden.»
«Dichtkunst mededeling van gedachten! Waarom niet: dichtkunst een berijmde moraalkodeks! Een timmerman moet een goede tafel maken. Niet een zedelike tafel, niet een … ethiese tafel. Zo de dichter.»
«Ik ben twee-en-dertig haast en ben nog niet getrouwd. Zal ik dan op alle punten een toonbeeld moeten zijn van de integriteit eens kunstenaars? Zal ik dan in alle vakken van de kunst de eerste prijs halen?»
«Bezette Stad was een vergif, als tegengif gebruikt. Het nihilisme van Bezette Stad kureerde mij van een oneerlijkheid, die ik eerlijkheid waande, en van buitenlyriese hoge-borst-zetterij. Daarna werd ik een doodgewoon dichter, dit is iemand die gedichtjes maakt voor zijn plezier, zoals een duivenmelker duiven houdt. Ik maak geen aanspraak op de medalje van burgerdeugd.»
«Ik voel thans voor novellen waar je zo heerlijk in kunt zwansen. De mensen zijn niet waard gekritiseerd te worden. Enkel stof voor burleske novellen.»

### Beeldende kunst
Paul van Ostaijen was niet enkel kunstcriticus en kunsthandelaar; hij maakte zelf ook een beperkt aantal beeldende werken, waarvan de meeste bestemd waren voor de tentoonstelling van het Tweede Kongres voor Moderne Kunst in 1922. Voor deze tentoonstelling zond Van Ostaijen vier ‘sculpto-schilderijen’, vijf tekeningen en drie aquarellen in. De twaalf werken werden geweigerd door de voorzitter van het Kongres, Jozef Peeters. Van de dadaïstische ‘sculpto-schilderijen’ bleven voor zover bekend slechts enkele foto’s bewaard. Van Ostaijen was ook goed bevriend met enkele schilders zoals Floris en Oscar Jespers, Prosper De Troyer, Heinrich Campendonk en Georg Muche. Ook tekenaar-graficus Jos Leonard behoorde tot zijn vaste vriendenkring.

## Eerbetoon
- Als geheugen van de Vlaamse literatuur bewaart het Letterenhuis de grootste verzameling manuscripten van Van Ostaijens gedichten, grotesken en prozastukken. Daarnaast bewaart het Letterenhuis ook andere archivalia zoals brieven, foto’s en grafisch werk van Van Ostaijen. Een groot deel van dat materiaal is afkomstig uit giften of legaten van vrienden en kennissen. Onder de schenkers bevinden zich onder andere Jozef Muls, Eugène de Bock, René Victor, Michel Seuphor en Gaston Burssens.
- 1996 was het Van Ostaijenjaar omdat het toen honderd jaar geleden was dat Van Ostaijen geboren was.
- De Vlaamse beeldhouwer Wilfried Pas maakte in 1996 een bronzen beeld van de schrijver, naar aanleiding van het Van Ostaijenjaar. Het standbeeld staat sindsdien op een plantsoen aan de Minderbroedersrui ter hoogte van de Pottenbrug in de binnenstad van Antwerpen. Daarbij heeft de beeldhouwer vooral de vitaliteit van de dichter willen weergeven, het beeld van een dichter op zijn qui-vive.
- In 2005 eindigde hij op nr. 50 in de Vlaamse versie van De Grootste Belg.
- Weinig dichters kregen na hun dood een zo opmerkelijke belangstelling voor hun werk als Paul van Ostaijen. Zoals de bekende Van Ostaijen-kenner, wijlen dr. Gerrit Borgers ooit zei, naar aanleiding van het feit dat Van Ostaijen drie keer werd begraven: “Hoe meer hij begraven werd, hoe meer zijn werk tot leven kwam”. Ook in de gemeente Hove: daar heeft hij een straat die zijn naam draagt en drie gedenkplaten.[19]
- Het Hovese gemeentebestuur koos in september 2011 als gemeentelijke slogan “Want het dorp is een wereld”. Dit citaat gaat terug naar Van Ostaijens nooit gepubliceerde gefictioneerde autobiografische roman “Het landhuis in het dorp”. In 1983 bracht de toenmalige Hovese Kulturele kring Paul van Ostaijen vzw een gemeentelijke jaarkalender uit met datzelfde citaat.
- Vriend en dichter Richard Minne riep in zijn brief "Wolfijzers en Schietgeweren" van 1928 op om te protesteren tegen de onrechtvaardigheid van Van Ostaijens dood. Daartoe diende men een bedevaart naar 'Miavoye' in te leggen en een boek over en voor hem te schrijven. In 2014 werd aan dit verzoek tegemoetgekomen door de kunstenaars Koen Peeters, Peter Holvoet-Hanssen, Pascal Verbeken en Koen Broucke met het boek "Miavoye". Het boek bevat naast het reisverslag naar 'Le Vallon' ook nieuwe 'nagestuurde gedichten' en een bloemlezing van de gedichten van Van Ostaijen.
- overzicht van straten vernoemd naar Paul van Ostaijen
- gedenkplaten en standbeeld voor Paul van Ostaijen

## Varia

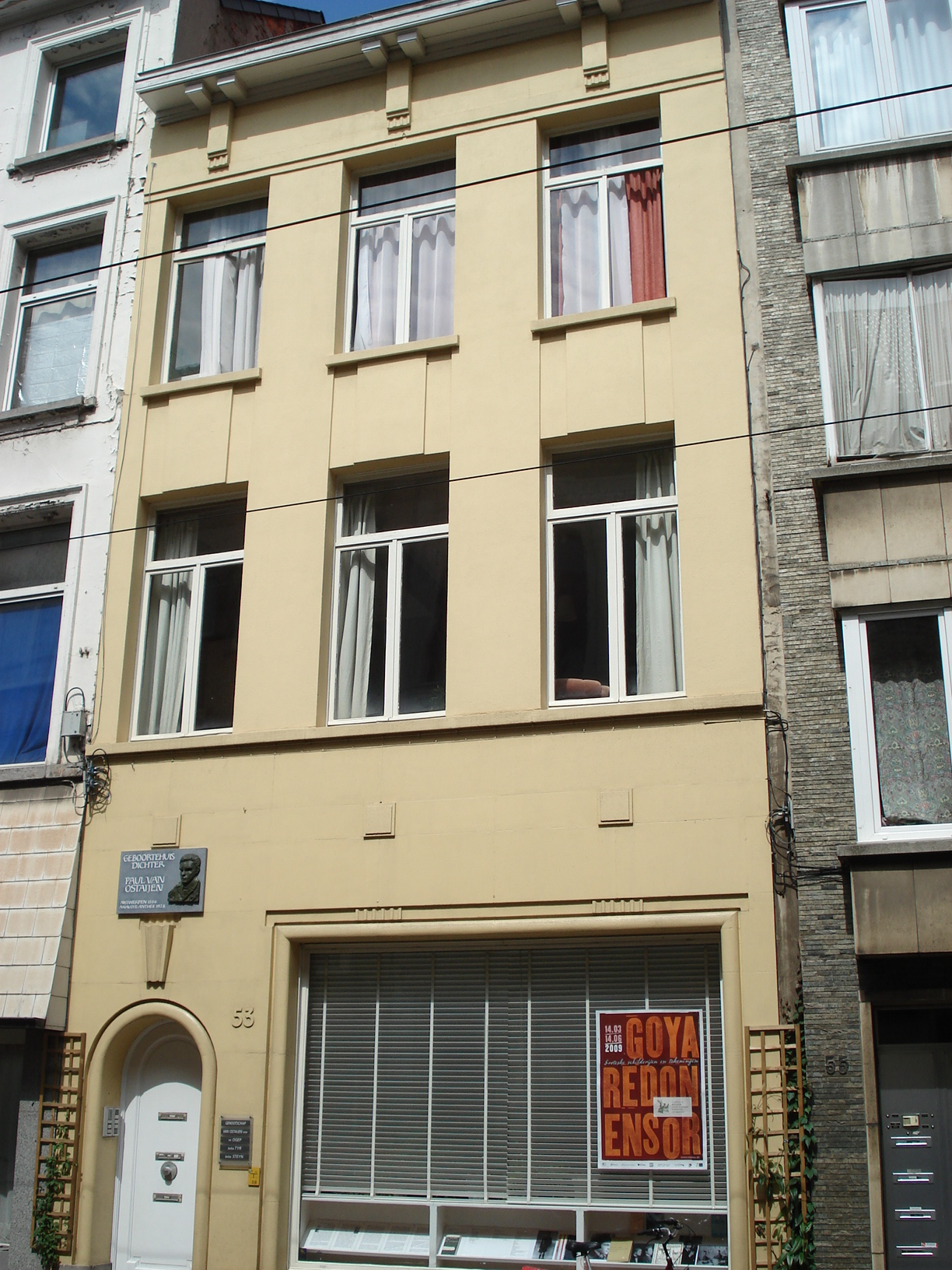
Geboortehuis, met gedenkplaat, van de dichter aan de Lange Leemstraat

- In het boek Torenhoog en mijlen breed (1969) van Tonke Dragt leest Edu Jansen, de hoofdpersoon, Van Ostaijens gedicht Polonaise: "Ik zag Cecilia komen..." Delen van dit gedicht komen verder in het boek terug.
- Naar aanleiding van de dichtbundel Bezette Stad (die verwantschap vertoont met het dadaïsme) verscheen in 1993 de gelijknamige strip Bezette Stad met in de hoofdrol Van Ostaijen.
- Op 22 februari 2011 werd het werk een 'gouache en collage' van ene 'PVO' verkocht op een veiling in Brussel. De koper vermoedde dat het om een onbekend werk van Paul van Ostaijen ging en besloot na bevestiging van het Letterenhuis om het kunstwerk in langdurig bruikleen aan het museum te geven.[20]
- Op 26 april 2015 werd in een Brussels veilinghuis het manuscript van het gedicht Hulde aan Singer van Paul van Ostaijen verkocht voor 9000 euro. Het handschrift was lange tijd in bezit van Gaston Burssens.
- In het radioprogramma Ronflonflon was een rubriek dit is de platenkeuze van Paul van Ostaijen, inclusief een eigen jingle.
- Op 20 februari 2021 maakte de Vlaamse regering bekend dat ze het originele handschrift van  Bezette stad aangekocht had voor 725.000 euro.[21] Vanaf 27 maart wordt het tentoongesteld in het Letterenhuis in Antwerpen.[22][23]